# Pinelema yashanensis
Espèce
Synonymes
- Telema yashanensis Wang & Li, 2010

Pinelema yashanensis est une espèce d'araignées aranéomorphes de la famille des Telemidae.

## Distribution
Cette espèce est endémique du Guangxi en Chine,. Elle se rencontre dans la grotte Yashan dans la ville de Yashan à Laibin.

## Description
Le mâle holotype mesure 1,50 mm et la femelle paratype 1,40 mm.

## Systématique et taxinomie
Cette espèce a été décrite sous le protonyme Telema yashanensis par Wang et Li en 2010. Elle est placée dans le genre Pinelema par Zhao, Li et Zhang en 2020.

## Étymologie
Son nom d'espèce, composé de yashan et du suffixe latin -ensis, « qui vit dans, qui habite », lui a été donné en référence au lieu de sa découverte, la grotte Yashan.

## Publication originale
- Wang & Li, 2010 :  New species of the spider genus Telema (Araneae, Telemidae) from caves in Guangxi, China. Zootaxa, no 2632, p. 1-45.